# Comparsa de Zíngaros
Los Zíngaros son una de las nueve comparsas que participan en las Fiestas de Moros y Cristianos de Elda (España). Fundada en 1948, es junto a la Comparsa de Huestes del Cadí, original de la ciudad de Elda.

## Historia
Las Fiestas de Moros y Cristianos comenzaron a celebrarse en Elda en 1945, originalmente en el mes de enero, ya que se celebran en honor a San Antón. Sin embargo, debido al frío y lo desapacible del clima invernal, pronto se traslada la fiesta a la primavera. Esta circunstancia anima a un grupo de jóvenes a participar de la fiesta y fundar una nueva comparsa, la primera original de Elda. Para ello se inspiran en el cartel de la película de 1936 “Un Par de Gitanos” (The Bohemian Girl)  protagonizada por Oliver Hardy y Stan Laurel, que colgaba en el vestíbulo del Teatro Castelar. 
Aunque en un principio la Junta Central de Comparsas tuvo sus dudas respecto al proyecto, finalmente fue aceptado y, cartel en mano, los primeros miembros de la Comparsa de Zíngaros comenzaron a trabajar en el diseño del traje.
La Comparsa de Zíngaros desfiló por primera vez en las fiestas de 1948, fueron veinticinco zíngaros acompañados por la Banda de Música de Petrel. La comparsa fue creciendo rápidamente en popularidad y número de socios inundando las Fiestas de Moros y Cristianos de Elda del inconfundible e inseparable sonido de sus cascabeles.
En el año 2000 se crea la "Fanfarria Zíngara", un grupo musical compuesto actualmente por 170 miembros de la Comparsa de Zíngaros que abarcan una amplísima variedad de instrumentos. La espectacular banda ha traspasado fronteras llegando a actuar en agosto de 2010 en el parque Disney World de Orlando (EE.UU).
El 11 de enero de 2003 se inauguró el “Zeta”,  sede oficial de la Comparsa de Zíngaros y ese mismo año comienza a desfilar el "Escuadrón", una ordenada formación en bloque que contrasta con el tradicional "Mogollón de los Zíngaros", dos formas completamente diferentes de desfilar y disfrutar de la fiesta.
Actualmente la Comparsa de Zíngaros cuenta con más de 1000 socios.